# آلست، برابانت شمالی
آلست، شمال برابانت (به لاتین: Aalst, North Brabant) یک سکونتگاه مسکونی در هلند با جمعیت ۱۰٬۴۲۰ نفر است که در Waalre واقع شده‌است.